# Edwardsiana smreczynskii
Edwardsiana smreczynskii är en insektsart som beskrevs av Irena Dworakowska 1971. Edwardsiana smreczynskii ingår i släktet Edwardsiana och familjen dvärgstritar. Inga underarter finns listade i Catalogue of Life.